# Санзон
Санзо́н (фр. и окс. Sampzon) — коммуна во Франции, находится в регионе Рона — Альпы. Департамент коммуны — Ардеш. Входит в состав кантона Валлон-Пон-д’Арк. Округ коммуны — Ларжантьер.
Код INSEE коммуны — 07306.

## Население
Население коммуны на 2008 год составляло 217 человек.
| 1962 | 1968 | 1975 | 1982 | 1990 | 1999 | 2008 |
| ---- | ---- | ---- | ---- | ---- | ---- | ---- |
| 107  | 108  | 127  | 121  | 163  | 183  | 217  |

## Экономика
В 2007 году среди 135 человек в трудоспособном возрасте (15—64 лет) 98 были экономически активными, 37 — неактивными (показатель активности — 72,6 %, в 1999 году было 70,4 %). Из 98 активных работали 89 человек (46 мужчин и 43 женщины), безработных было 9 (4 мужчины и 5 женщин). Среди 37 неактивных 2 человека были учениками или студентами, 24 — пенсионерами, 11 были неактивными по другим причинам.

## Фотогалерея
- Санзон
- Церковь
- Памятник погибшим в Первой мировой войне